# حامل الكابلات

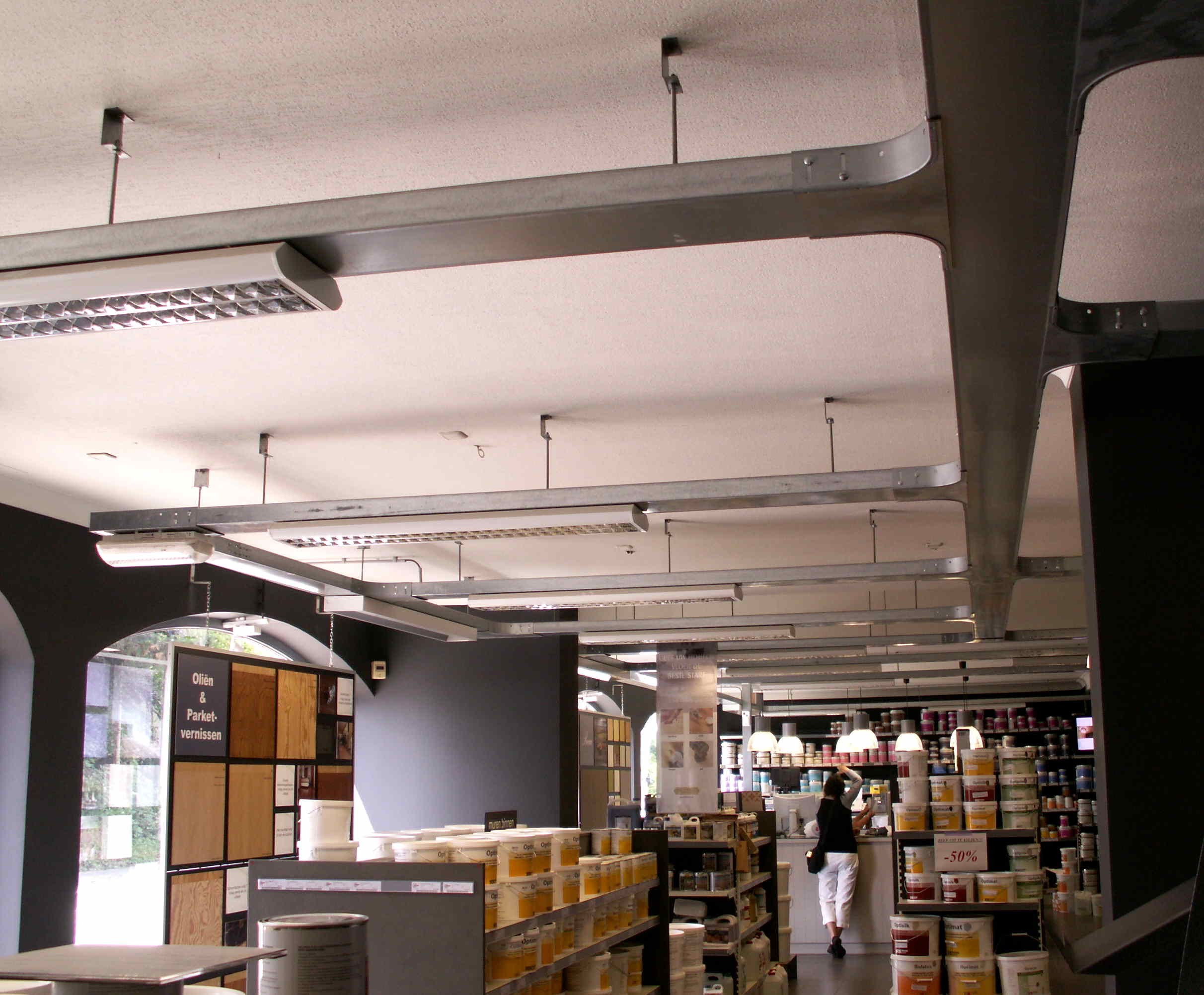
يفضل استخدام حامل كبول في المنشآت التجارية والصناعية

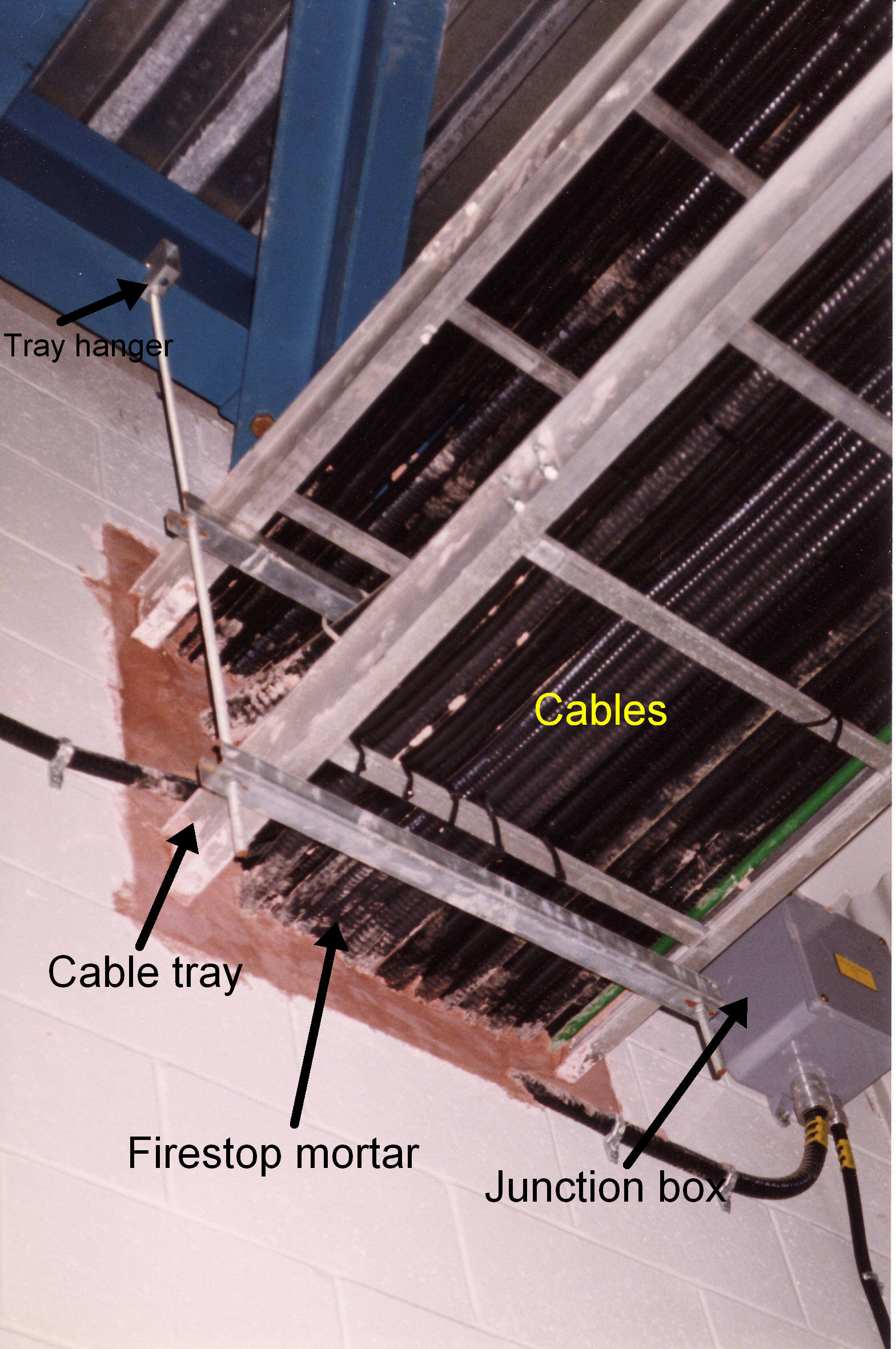
مثبط حريق في نهاية إحدى حوامل الكُبول

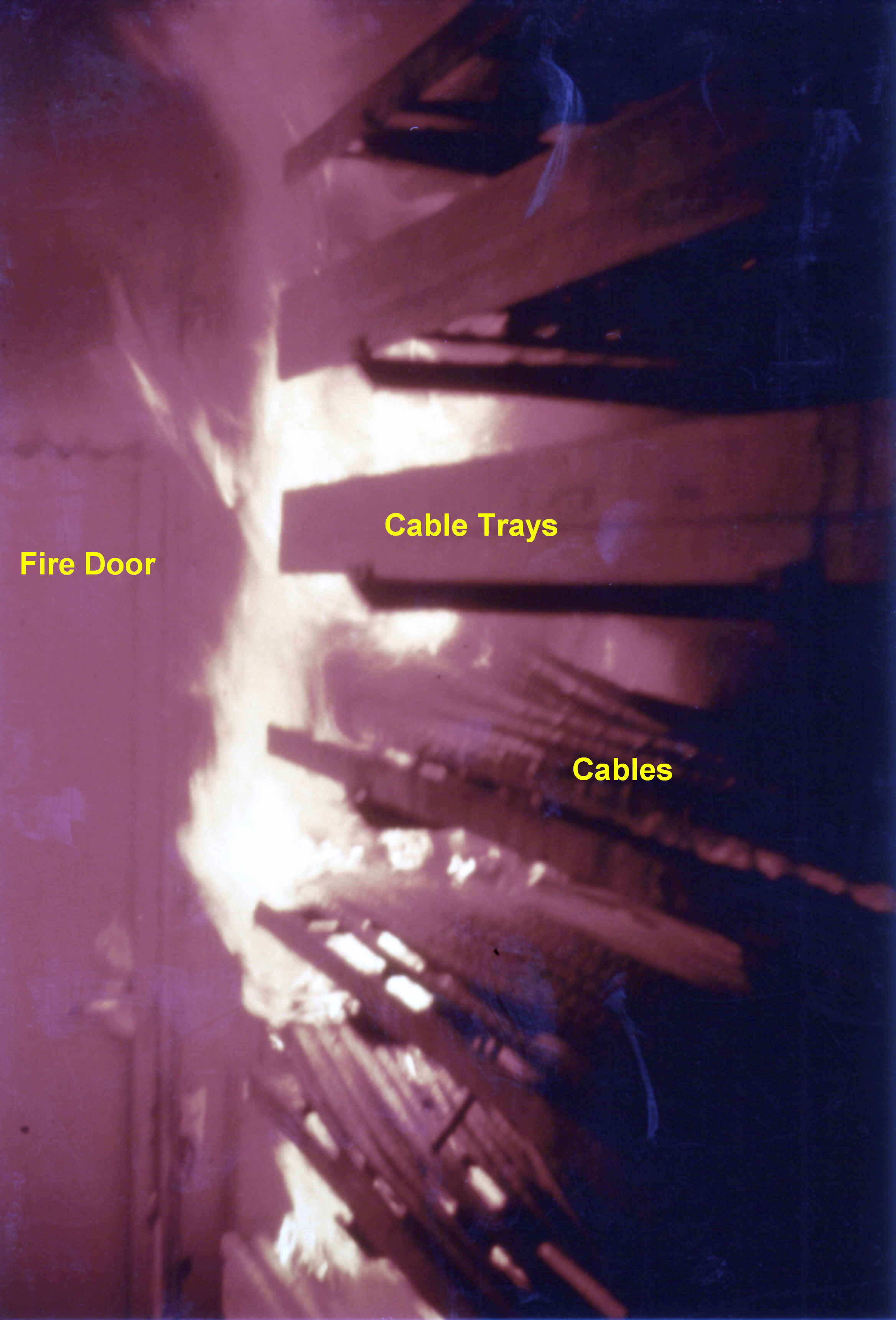
أثناء إجراء احدى إختبارات الحريق لضمان كفاءة الحامل، السويد

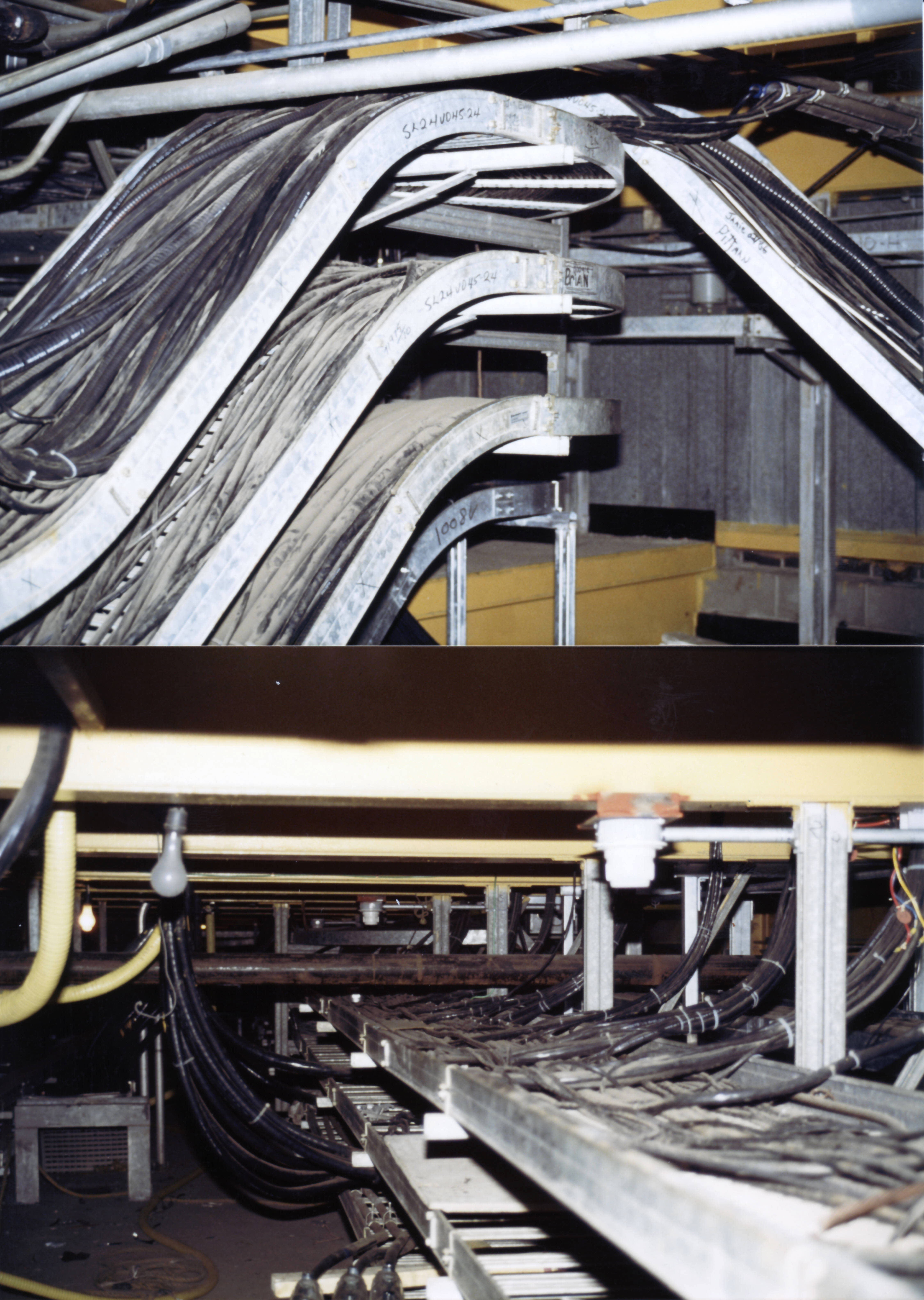
حوامل الكُبول

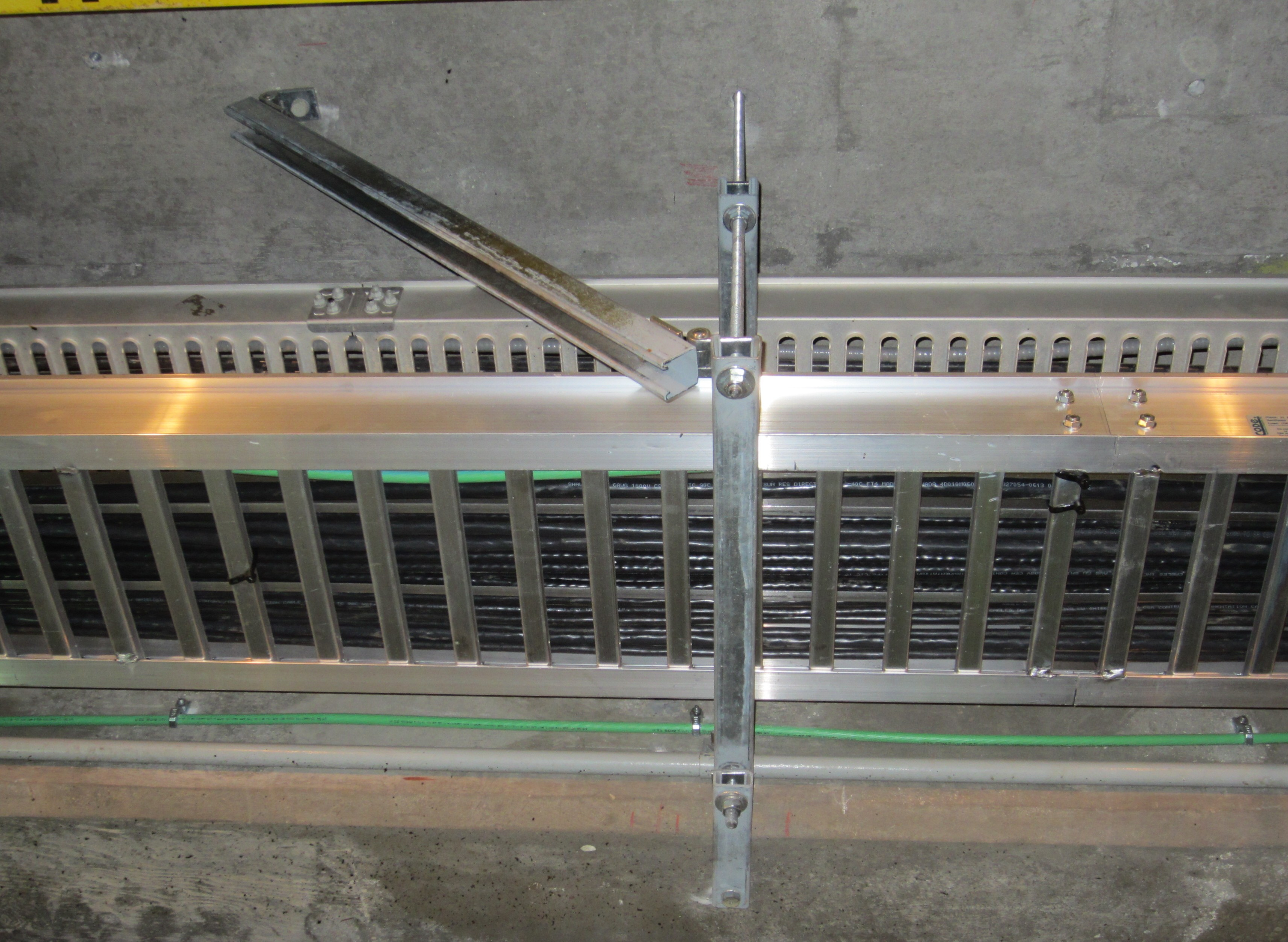
حامل كبول مثبت من السقف

يحتاج مهندسو الكهرباء إلى استخدام حامل الكُبول عند تمديد الأسلاك داخل المباني في دعم الكُبول الكهربائية المعزولة المستخدمة في توزيع الطاقة. تستخدم الحاملات كبديل لأنظمة التمديد المفتوحة خصوصا في المنشآت الصناعية كالمصانع والمخازن والمباني كالبنوك، المستشفيات والمولات. تتميز هذه الحاملات بتوفير مساحات، وقت ومجهود خصوصا عند حدوث تغييرات في نظام الأسلاك، حيث يمكن تركيب كبول جديدة بوضعها على الحامل، بدلا من سحبها عبر ماسورة.
نادرا ما تستخدم في المنازل أو المجتمعات السكنية.
وفقا للكود الكهربائي الأمريكي الوطني (NEC)، يتكون حامل الكُبول من علبه صلبه واحدة أو مجموعة على حسب المسار المراد تمديد الأسلاك فيه بشكل آمن.

## المواد المستخدمة
تصنع حاملات الكُبول في الأساس من الفولاذ المجلفن، الفولاذ المقاوم للصدأ، الألومنيوم أو اللدائن المقوى بألياف الزجاج. تُختار المادة التي سيصنع منها الحامل على حسب نوع العمل في المكان الذي سيركب فيه. قد تشكل العلبة من الفولاذ المجلفن مسبقا، أو تُشكل ثم تُغسل ساخنة لجلفنتها.
غالبا ما تُطلى العلب في منطقة العمل بمركب غني بالزنك لحماية المعدن من التآكل.

## الأنواع
لأن الميزة الأساسية للكبول هي تنوعها وسهولة تشكيلها يمكن إستخدامها في مختلف التطبيقات. من تلك الأنواع:
- الحامل ذو القاع الصلب، يوفر الحماية القصوى للكبول، لكنه يتطلب تقطيع العلب أو استخدام تركبيات لتسهيل عملية دخول وخروج الكُبول. يسمى هذا النوع بقناة الكبل أو حوض الكبل.[3]
- الحامل المثقوب، هو حامل به ثقوب في الجزء السفلي منه ليسمح بمرور الهواء حول الكُبول، صرف المياه، تسهيل عملية التنظيف وصرف الغبار والأتربة.[3]
- الحامل السلمي، هو حامل مدعم بشرائط عرضية، على غرار درجات السلم، على مسافات منتظمة تتراوح ما بين 4-12 بوصة (100-300 ملم).[3]

قد تحتوي هذه الحاويات على أغطية صلبة لحماية الكُبول من الأجسام المتساقطة أو الغبار والماء، غالبا ما يستخدم في الأماكن الخارجية أو المكشوفة. تختلف حاملات الكُبول أيضا من حيث الوزن، فعلى سبيل المثال تستخدم الحاملات الخفيفة مع كبول شبكات الهاتف أو الحاسوب، بينما الثقيلة مع كبول الكهرباء الرئيسية المغذية للمبنى.

## دواعي السلامة والحماية ضد الحرائق
عند حدوث حريق في المنشأة يمكن أن تتعرض الكُبول على الحوامل للحريق، لذلك يجب استخدام إما سترات مبطنة للحريق أو طلاءات مقاومة للحريق. قد تتطلب الطلاءات الثقيلة إعادة النظر في مواصفات الكبل المستخدم، لأن هذه الطلاءات قد تعمل على تبديد الحرارة المنبعثة من الكُبول المثبتة.
ينص للكود الكهربائي الأمريكي الوطني (NEC) على إلزامية مرور صيانة دورية على الكُبول وتنظيفها نظرا لأنها تركب في أماكن يصعب الوصول إليها حتى لا يتراكم الغبار مع أي فوضى أخرى قابله للإشتعال. تُستخدم مثبطات الحريق أو وسائل مقاومة الحريق مع حاملات الكُبول المصنوعة من الألياف الزجاجية لأنها سريعة الاشتعال.
تنطبق قواعد فيزياء المعادن على الحوامل فهي تتمدد بالحرارة وتنكمش بالبرودة. ثبت ذلك بعد تقرير اختبار معهد أوتو جراف الألماني المنشور بعنوان "اختبار تكميلي عن موضوع القوة الميكانيكية القائم على اختراق أنظمة الحريق خلال اختبار النار"، بتاريخ 23 أكتوبر 1984.

## وصلات خارجية
- معهد حامل الكُبول (CTI).

### الفيديوهات
- طريقة حساب مقاس حامل الكُبول
- شروط وطريقة تركيب حامل الكُبول
- زاوية 90 درجة لحامل كبول بطول 120 ملم